# Goethegarten (Eisenach)

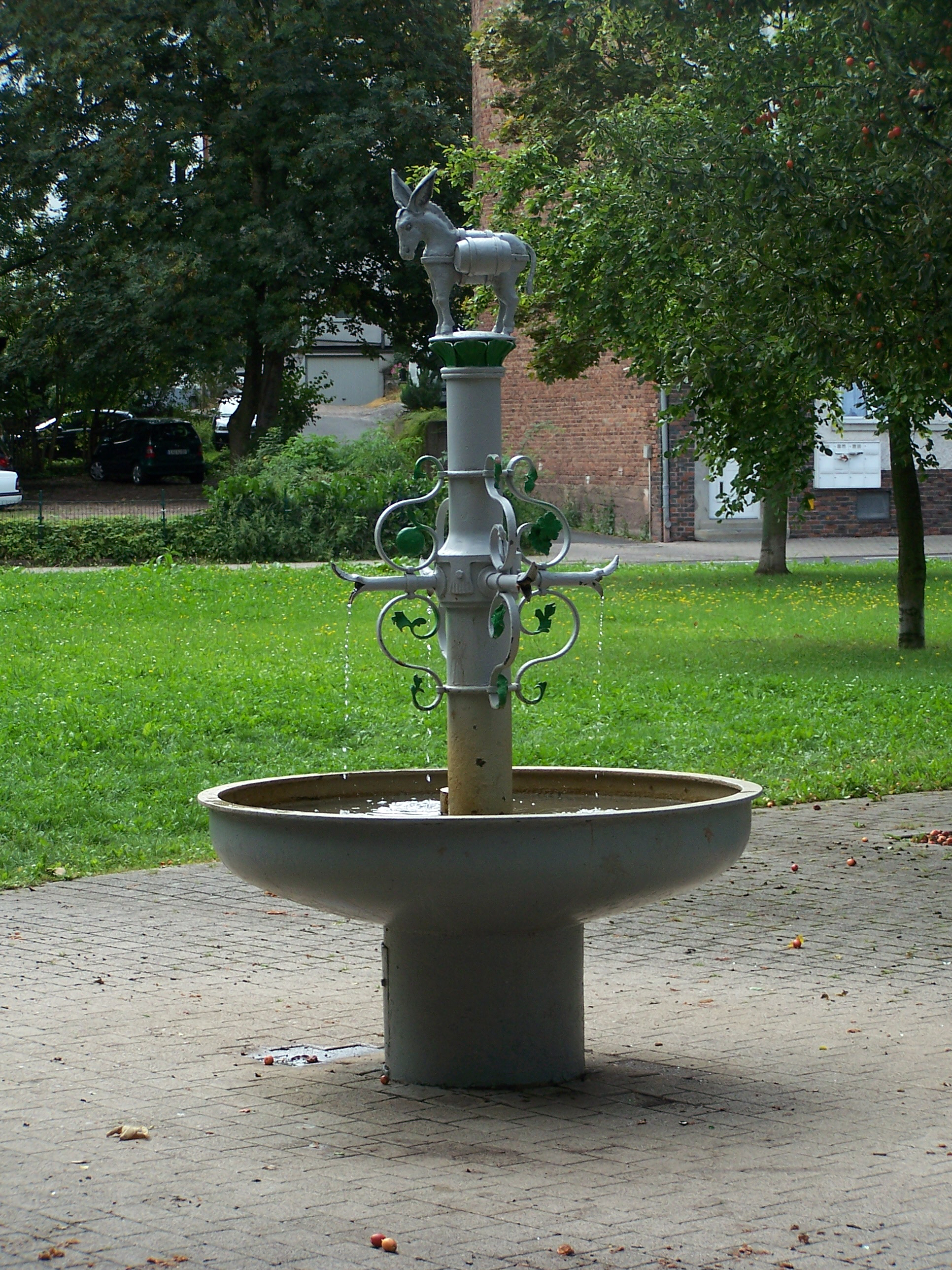
Eselsbrunnen im Goethegarten

Der nach dem Dichter Johann Wolfgang von Goethe benannte Goethegarten an der mittelalterlichen Stadtmauer im Norden der Altstadt von Eisenach in Thüringen ist eine 0,3 ha große Grünanlage und damit der fünftgrößte Park der Stadt. Er wird auch als Goethepark bezeichnet. Der Goethegarten ist wie ein innerstädtischer Grünring entlang der Stadtmauer angelegt.
Eisenach hatte im Leben von Goethe eine bedeutende Rolle gespielt, sodass er insgesamt ab 1765 18 mal dort weilte. Im Jahre 1815 erfolgte sein letzter Aufenthalt. Der von Günther Laufer geschaffene Eselsbrunnen wurde 1992 in den Goethegarten versetzt. Hinter dem Kanzlerpalais oder dem Palais Bechtolsheim, wo Goethe auch in Staatsgeschäften weilte, befinden sich in einem erhaltenen Teil der Eisenacher Stadtbefestigung Reste des Aufstiegsturmes im Goethegarten.
Im 18./19. Jahrhundert war der Bereich Gemüsegarten des Palais Bechtolsheim.
Der Goethegarten befindet sich auf der Liste der Kulturdenkmale in Eisenach.